# Rhodostrophia staudingeri
Rhodostrophia staudingeri là một loài bướm đêm trong họ Geometridae.